# Кирилловский поселковый совет (Акимовский район)
Кирилловский поселковый совет (укр. Кирилівська селищна рада) — входит в состав
Акимовского района
Запорожской области
Украины.
Административный центр поселкового совета находится в 
пгт Кирилловка.

## История
- 1967 — дата образования.

## Населённые пункты совета
- пгт Кирилловка
- с. Лиманское

## Ликвидированные населённые пункты совета
- с. Азовское
- с. Степок